# ريما خان
ريما خان هي عارضة ومنتجة أفلام ومخرجة وممثلة باكستانية، ولدت في 27 أكتوبر 1971 بلاهور في باكستان. من الجوائز التي نالتها جائزة نگار ‏.

## جوائز
- جائزة نگار [الإنجليزية]‏

## وصلات خارجية
- ريما خان على موقع IMDb (الإنجليزية)
- ريما خان على موقع أول موفي (الإنجليزية)
- ريما خان على موقع كينوبويسك (الروسية)